# Холо (острів)
Холо — вулканічний острів на південному заході Філіппін, є головним островом провінції Сулу. Острів розташований в архіпелазі Сулу між Борнео та Мінданао, і має населення понад 440 000 осіб.
Площа острова становить 868,5 км2. Острів має численні вулканічні конуси та кратери.

## Історія
В 1876 році іспанці вторглися на острів, а мирний договір між іспанцями і султаном Сулу був підписаний лише 22 липня 1878 році.